# Henriette Negrin
Adèle Henriette Negrin (ou Nigrin), née le 4 octobre 1877 à Fontainebleau et morte le 16 mars 1965 à Venise, est une couturière française et artiste en arts textiles. Elle fut la muse et l'épouse de Mariano Fortuny y Madrazo.

## Biographie
Henriette Negrin rencontra Mariano Fortuny à Paris au début du XXe siècle et en 1902 alla vivre avec lui à Venise au Palazzo Pesaro degli Orfei, aujourd'hui Palazzo Fortuny, un des musées de la ville. Collaboratrice fidèle, elle partage sa passion pour les créations textiles et s'occupe en particulier des recherches sur les pigments pour les teintures, enduisant elle-même les pochoirs pour les impressions sur tissu. Ensemble, ils mettent au point une machine pour « étoffe plissée ondulée » dont le brevet fut déposé auprès de l'Institut national de la propriété industrielle de Paris le 10 juin 1909. Mariano Fortuny reconnut à sa femme la création de cette machine par une note manuscrite ajoutée sur le brevet : « Ce brevet est de la propriété de Madame Henriette Brassart qui est l’inventeur. J’ai pris ce brevet en mon nom pour l’urgence du dépôt... Le 10 juin 1909 à París. Fortuny », et dans le catalogue de l'exposition « Henriette Fortuny, Ritratto di una Musa » au Musée du Palazzo Fortuny à Venise,.
Cette préparation des tissus est la base de la robe Delphos, dont Henriette révèle être la créatrice dans une lettre adressée à Elsie McNeill au moment de la vente de l'entreprise à cette dernière, distributrice exclusive des tissus et modèles Fortuny aux États-Unis.
Vingt-deux ans après s'être rencontrés, Henriette Negrin et Mariano Fortuny se marièrent à Paris en 1924. Pendant les 47 ans de vie commune, Henriette Negrin se consacra entre autres au développement des teintures de tissus, géra la vie quotidienne du couple et partagea jusqu'à sa vente les responsabilités de l'entreprise Fortuny établie en 1921 dans le quartier de la Giudecca. Elle passa le reste de sa vie à gérer les collections artistiques de sa famille, selon les volontés de son mari.
À sa mort, elle légua le Palais Fortuny à la ville de Venise qui en fit un musée.